# 臺灣省城隍廟
25°02′38″N 121°30′46″E / 25.043960°N 121.512710°E
臺灣省城隍廟，是位於臺灣臺北市中正區光復里的城隍廟，主神為城隍，與台北府城隍廟都是源自臺北府縣城隍廟。

## 沿革

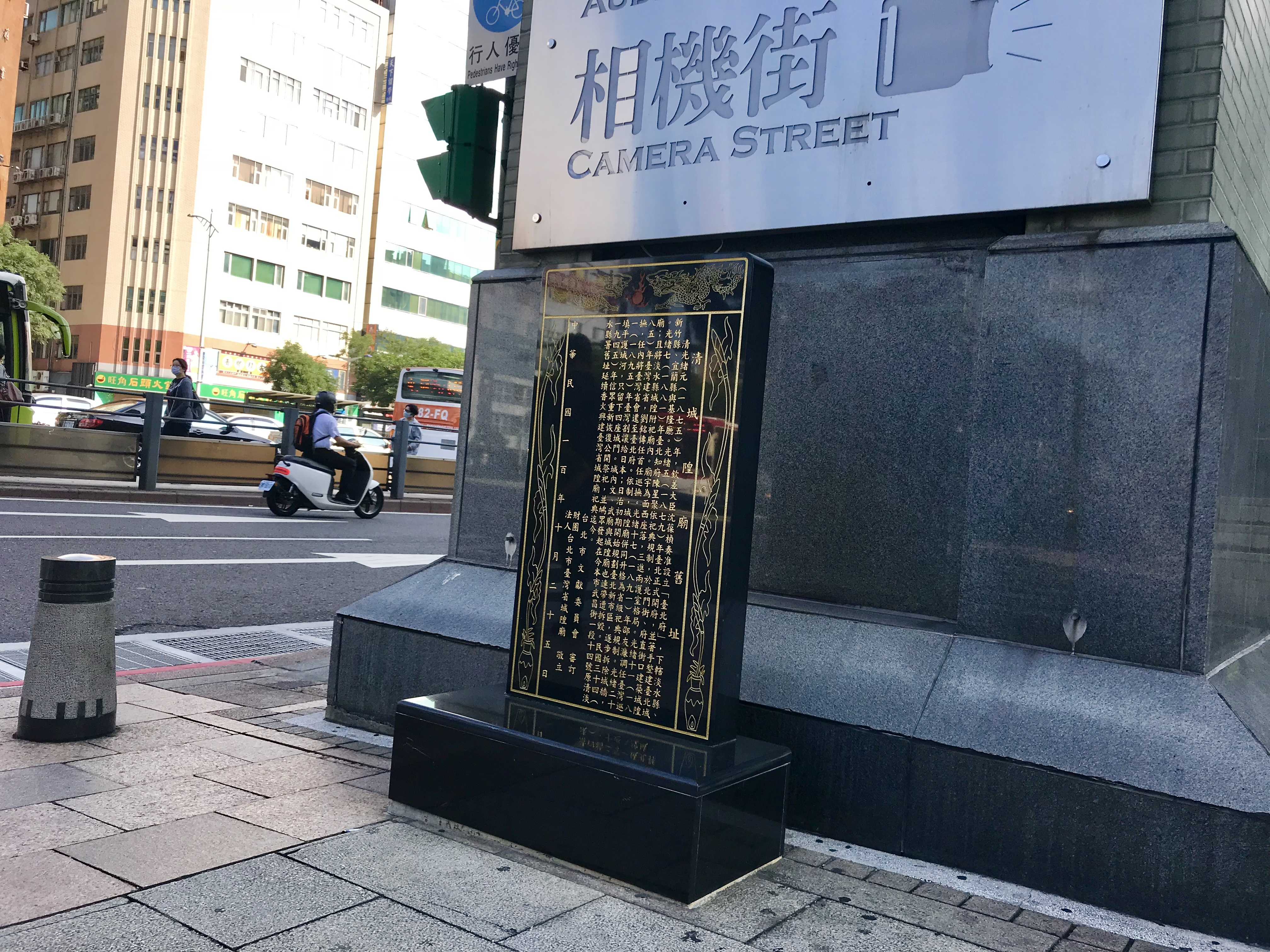
臺北府縣城隍廟的舊址紀念碑為臺灣省城隍廟於2011年臺灣光復節在中華路一段所立。

### 建立緣由
祭祀府、縣城隍的臺北府縣城隍廟被日本政府拆後，多尊神像分別送至艋舺地藏庵、松山昭明廟。
戰後初期，臺北市城中區（今大部分屬中正區）區長林阿九及張水銀等人向市長黃朝琴索回臺北府縣城隍廟舊址重建城隍廟未果，續向第二任市長游彌堅爭取，始撥城中區武昌街的醫院舊址建立。廟地為國有，三分之一屬臺北市政府、三分之二屬於財政部國有財產局。1947年11月落成，廟址為武昌街一段14號，屬於光復里。
原取名「台北府城隍廟」，但有主張認為「台北府」一詞已過時，因此定名為「臺灣省城隍廟」。1972年，成立財團法人，全名是「財團法人台北市臺灣省城隍廟」。廟方董監事會幹事王真如說明，在「臺灣省」前冠上「台北市」，是因申請成立財團法人的需要。

### 改建風波

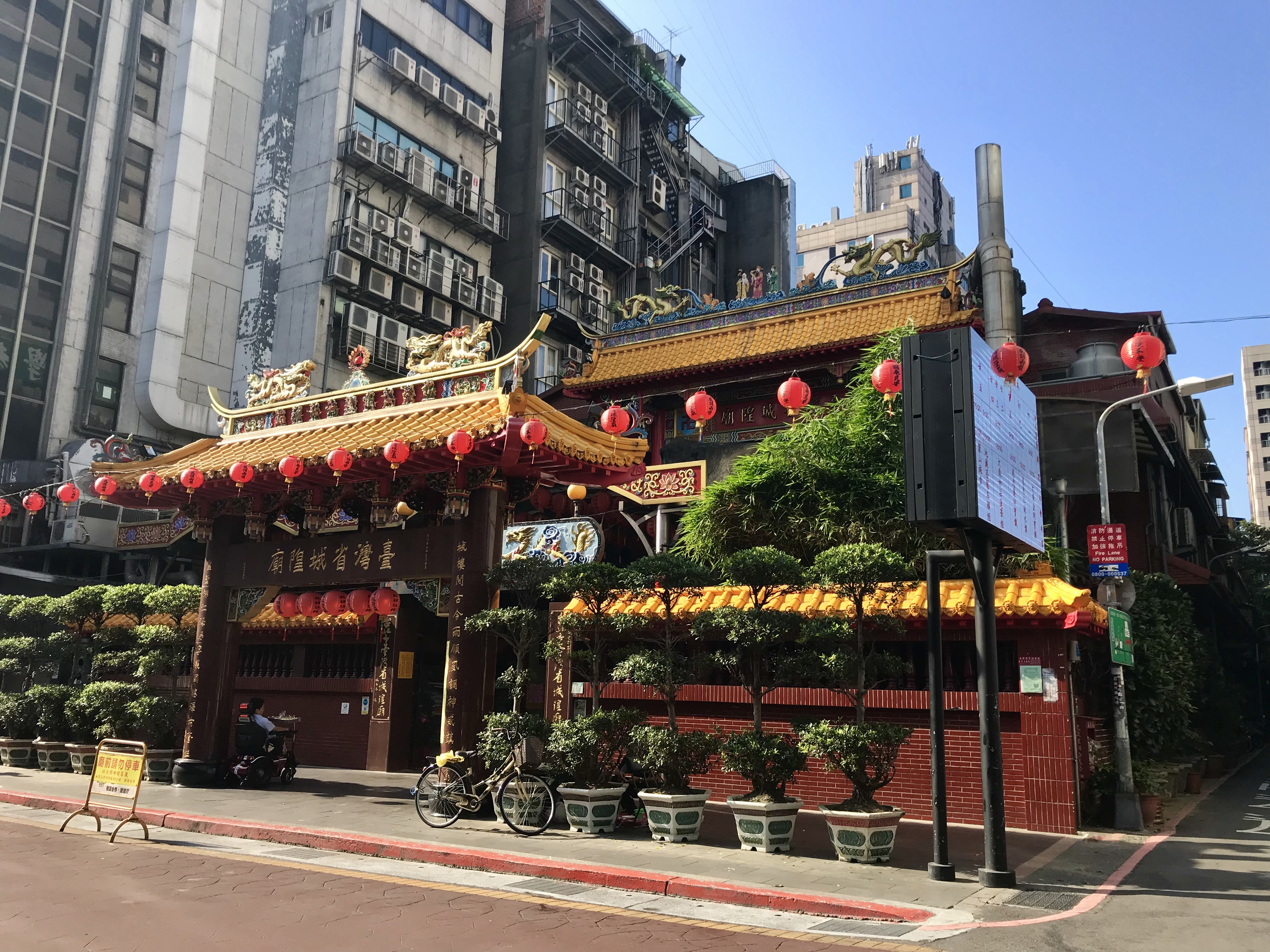
廟身

1984年報導，廟方所佔據的國有土地，公告地價就達新台幣7000到8000萬元。臺北市政府財政局為增加市政建設的財源，公開表明有意出售此筆土地；但廟方因價格太高，未向市政府洽購。
廟地離城中市場不遠，外圍流動攤販聚集，以警察單位為主的台北市攤販處理小組提出構想，希望推動改建城隍廟成高樓大廈，廟宇放置頂層，其餘各層仿效市場出租攤位態，以徹底解決攤販問題，此構想獲得一些立法委員及臺北市議員的支持推動。對此，廟方的游姓幹事表示，舊董事會原望政府能以贈與方式取得土地所有權自行改建大樓，城隍廟一旦改建大樓，仍應保持單純，多餘樓層如設置圖書館、講經堂等，乃較適切，若作為攤販集中市場，勢必增加管理上問題。
1984年2月20日，廟方人員致函城中區公所，請向臺北市政府民政局、臺北市政府警察局、臺北市政府建設局、臺北市政府財政局、臺北市政府地政處、臺北市政府工務局等及其他有關單位轉達意見，說改成大樓，把城隍廟向頂樓搬遷，以下各層收容攤販，似違背城隍廟的歷史淵源與供奉傳統。廟方在信件亦主張依照《台灣省寺廟管理辦法》等有關法令規章，將訴諸法律途徑，甚至以陳情方式，儘量爭取政府贈予土地的機會。

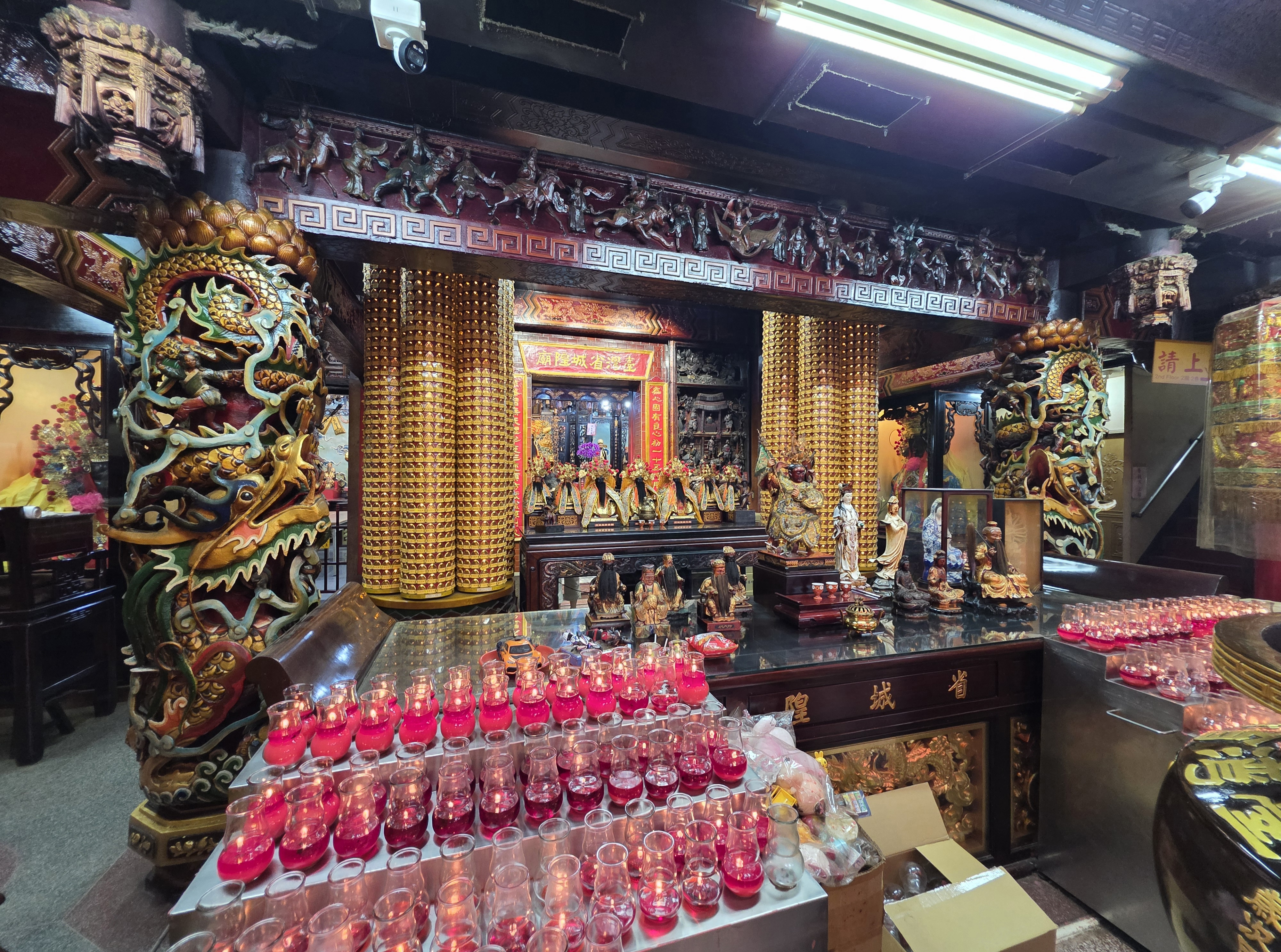
拜殿

依據1972年行政院公布實施的《台灣地區國有財產捐贈寺廟教堂辦法》，寺廟教堂所使用的國有不動產，如所屬政府機關有贈與必要，應是原屬日人所有的寺廟教堂，及原屬財團法人所有的寺廟教堂而由日人主持者等兩類為限，且這些寺廟教堂應仍由原宗教團體繼續使用。
同月22日，林衡道指出，臺灣省城隍廟現址，和建造於光緒七年（1881年）的臺北府縣城隍廟原址有出入，不能算是古廟，雖然供奉主神一致，是否可視為原先廟宇的延續來要求政府機關捐贈土地，尚需由有關主管機關解釋。他也反對市府有意改建大樓容納攤販的構想，認為無論就民俗觀點、或公共安全角度，均不宜把寺廟設在高樓大廈頂層。他解釋，臺北市確實有一些宗祠設置在高樓頂層，並出租以下各層，以營運收入維持宗祠及宗親會開支，但宗祠係一年春秋兩祭，平時不會出現香火盛況，與寺廟不可相提並論。
數月後，民政局向臺北市政府改進攤販管理專案小組回覆說改建廟宇以容納城中市場攤販的構想，經民政局與城隍廟財團法人研討，判斷可行性不大。

## 祭祀

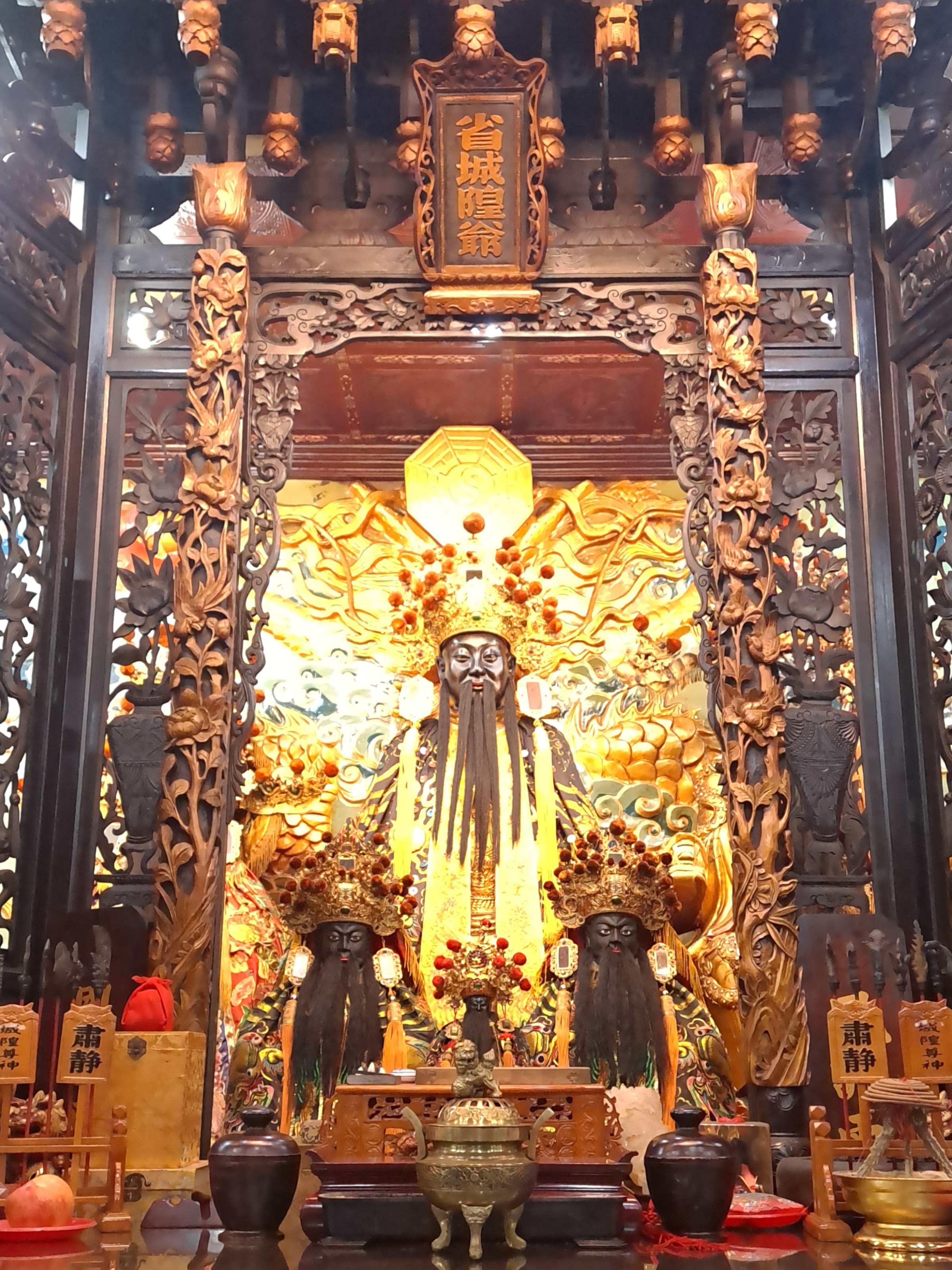
正殿城隍爺雕像（晉升後）

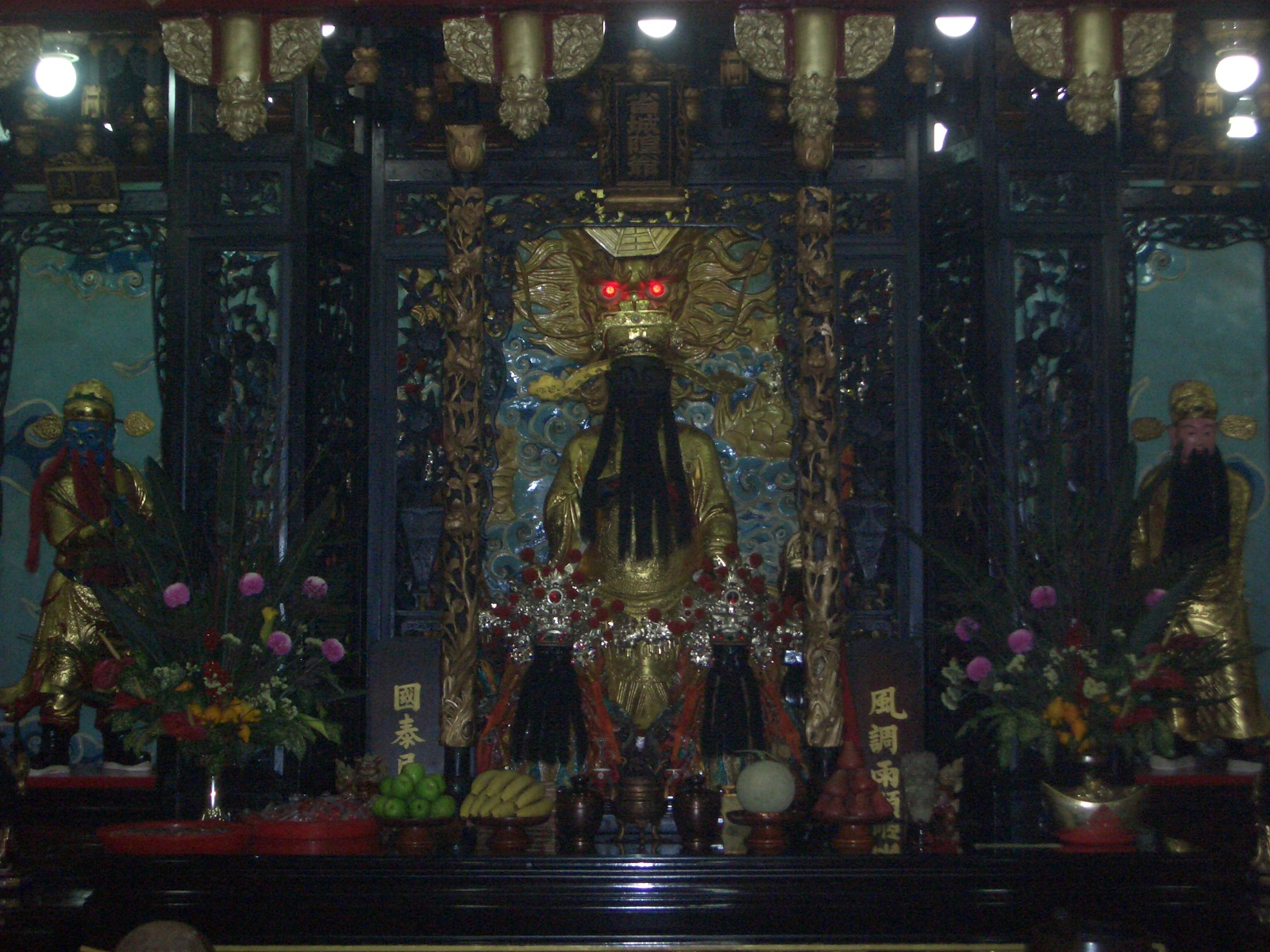
正殿城隍爺雕像（晉升前）

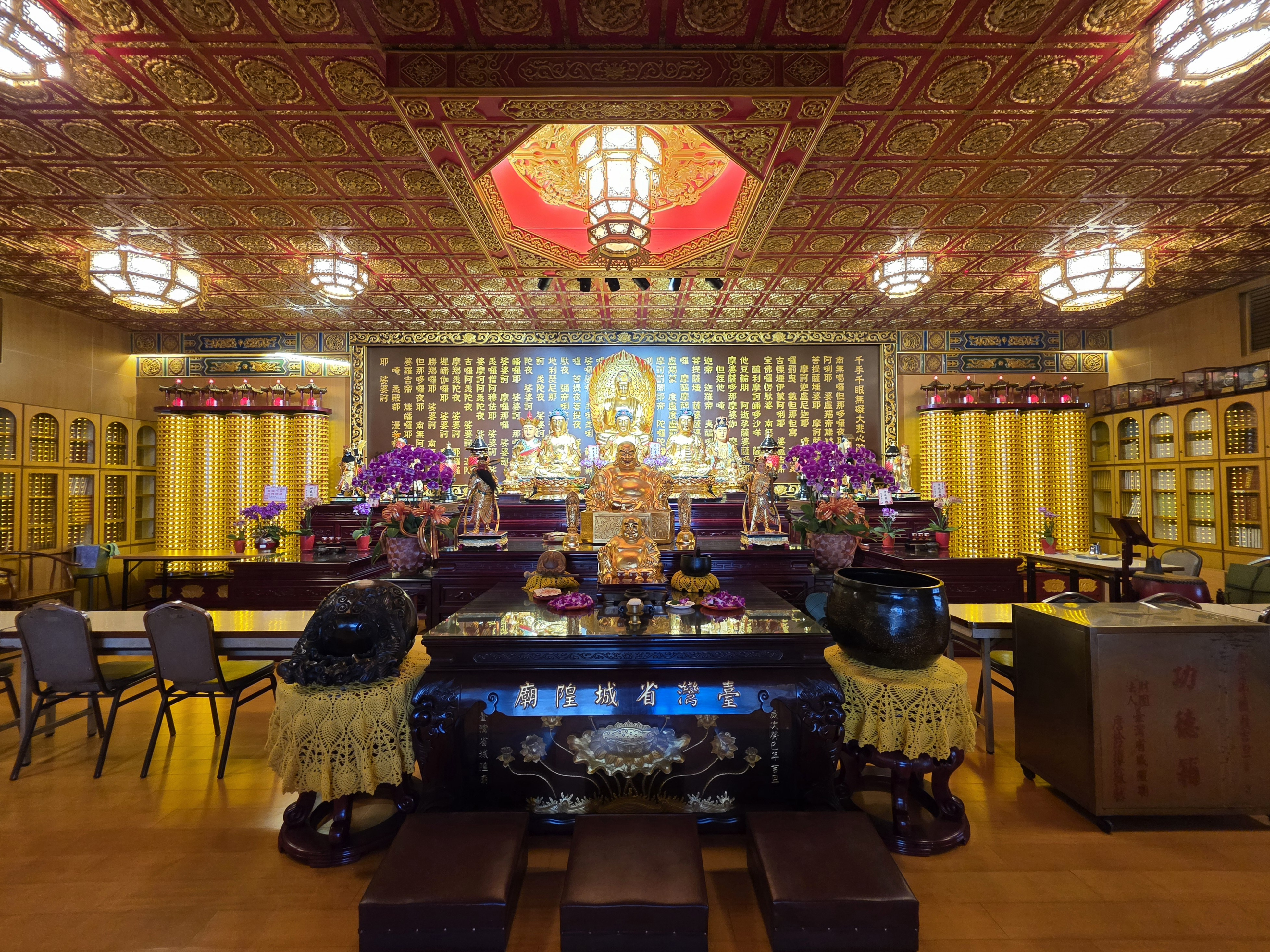
二樓大雄寶殿，供奉：三寶佛祖、觀音菩薩、地藏菩薩、孚佑帝君、關聖帝君。

廟內的城隍爺與其夫人、文判和武判都是兩尊。這是因為九二一地震後，發現泥塑城隍爺略有損傷，為防萬一，在重修前新塑一尊備用，結果在臺南師傅妙手之下，修復如新，比之前的樣貌更加栩栩如生，最後兩尊一起供奉。

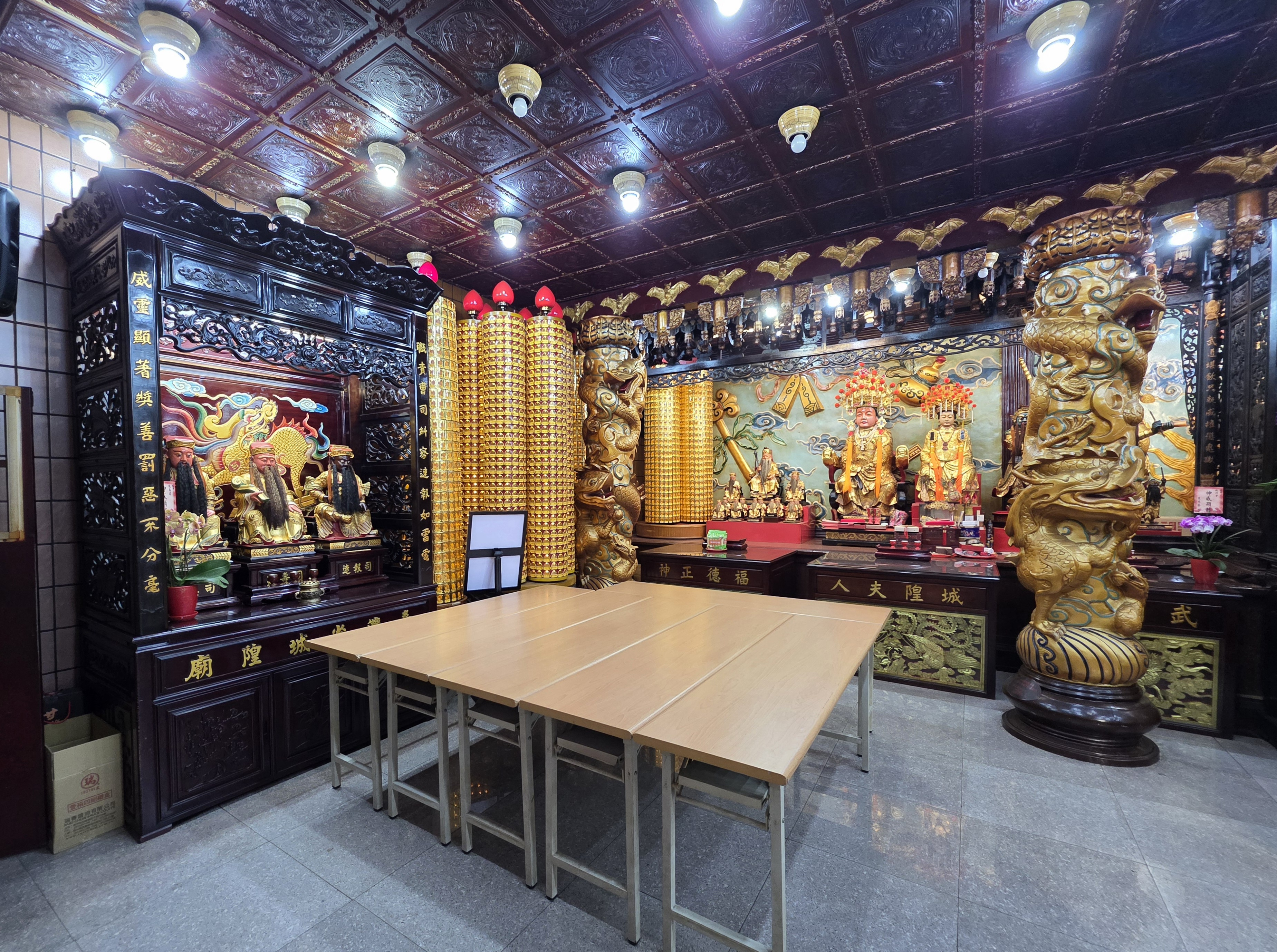
正殿虎邊龕，供奉：城隍夫人、福德正神、三司（速報司、延壽司、罰惡司）
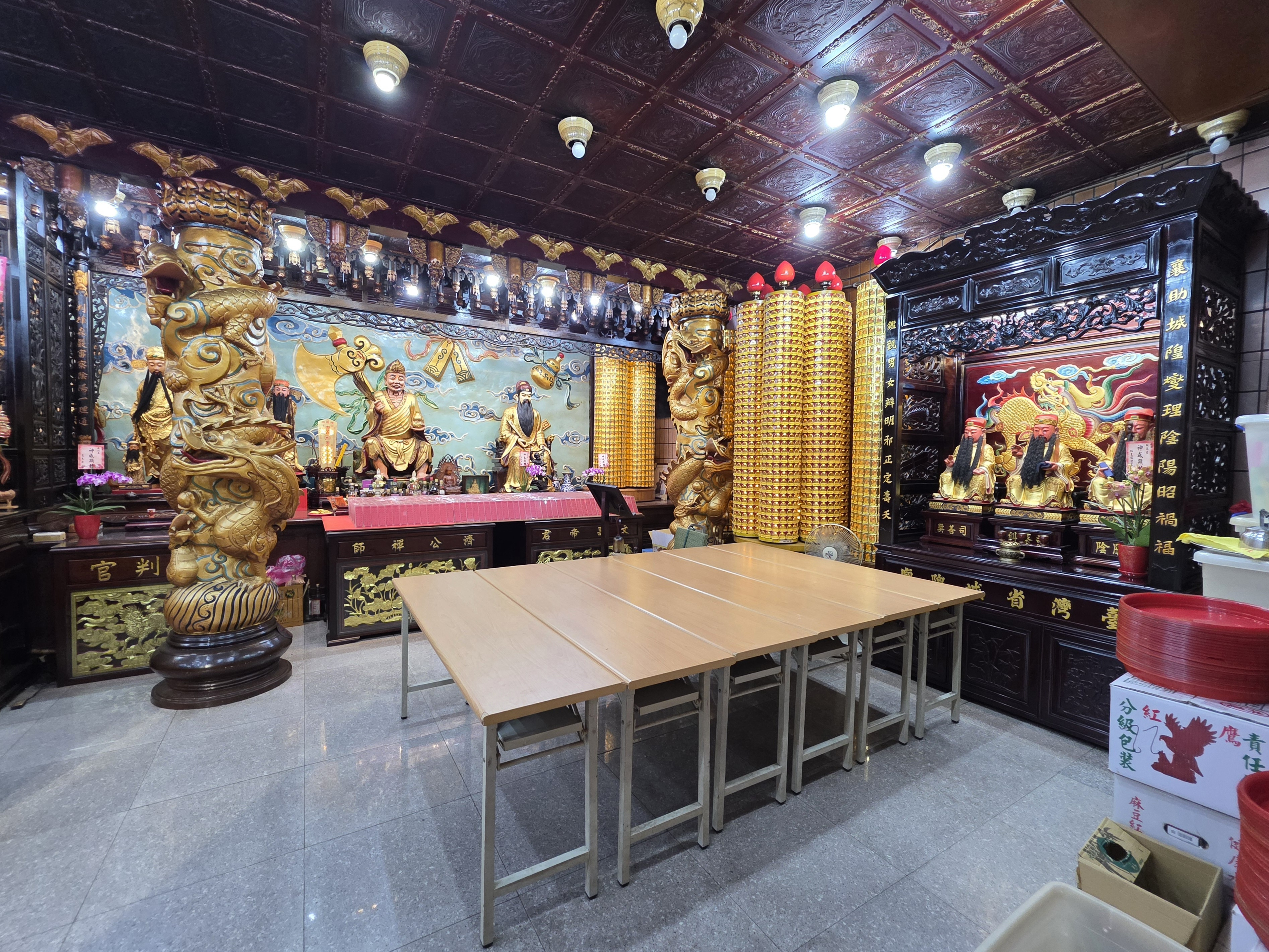
正殿龍邊龕，供奉：濟公禪師、文昌帝君、三司（陰陽司、糾察司、獎善司）

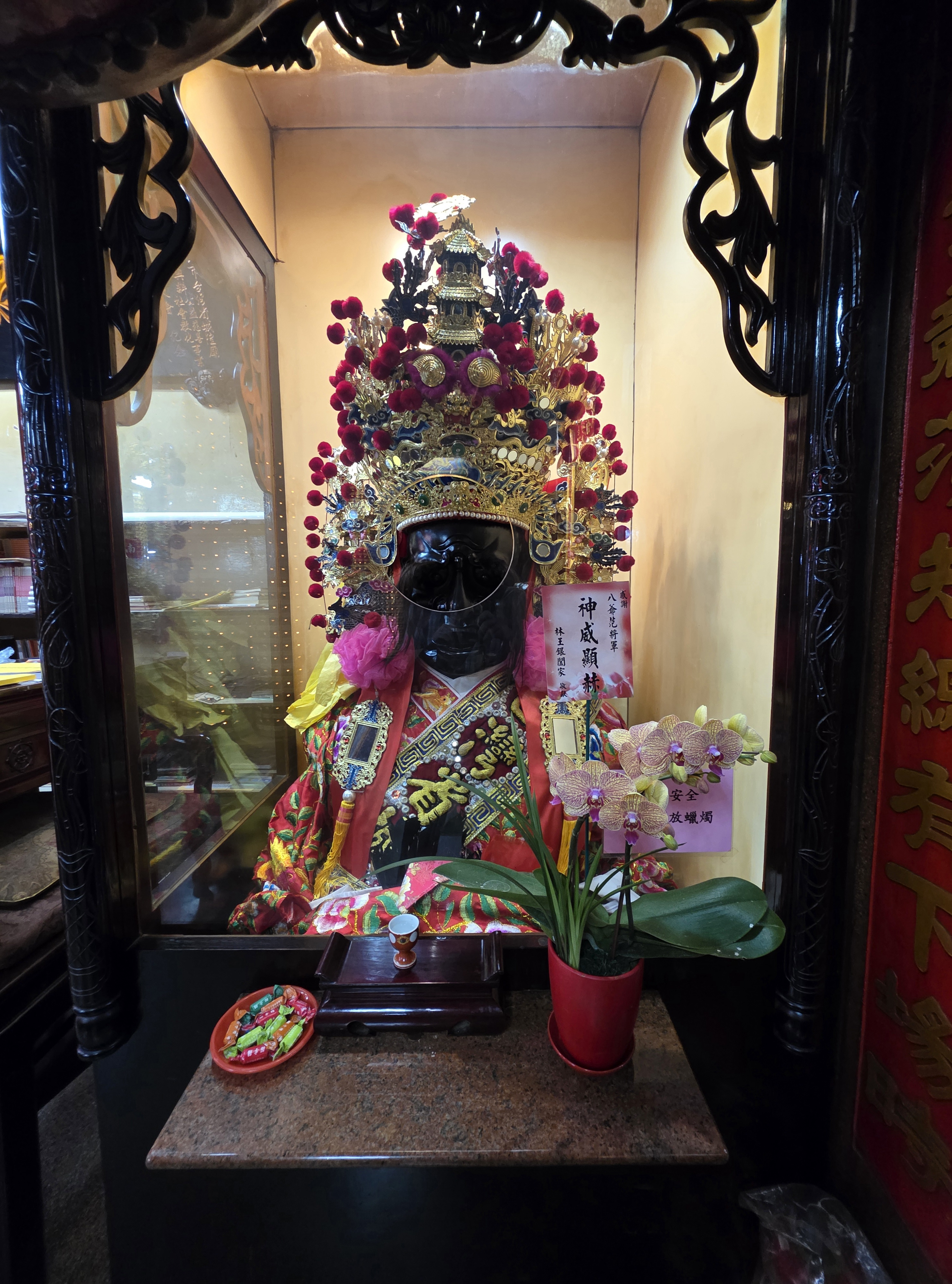
范將軍
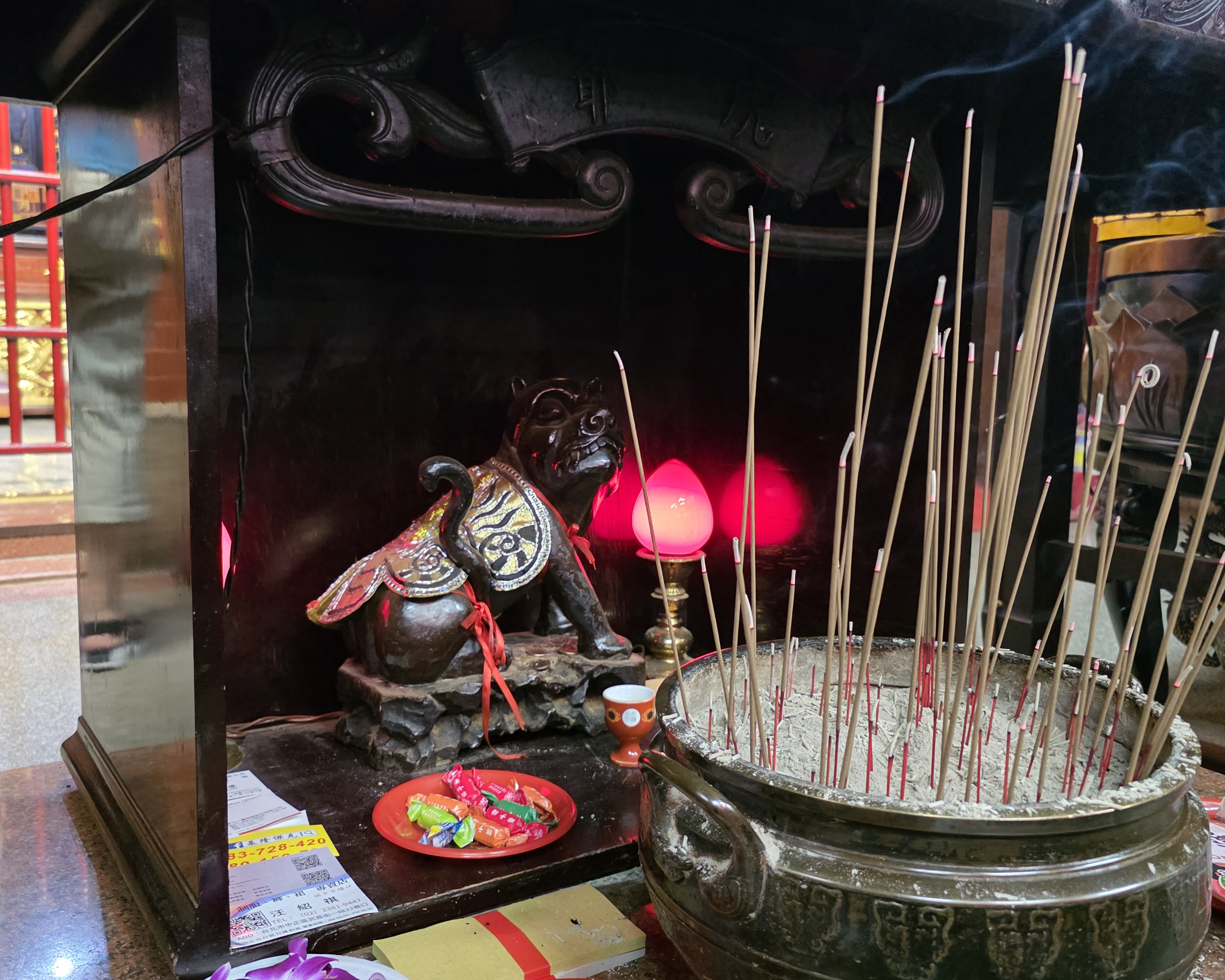
虎爺
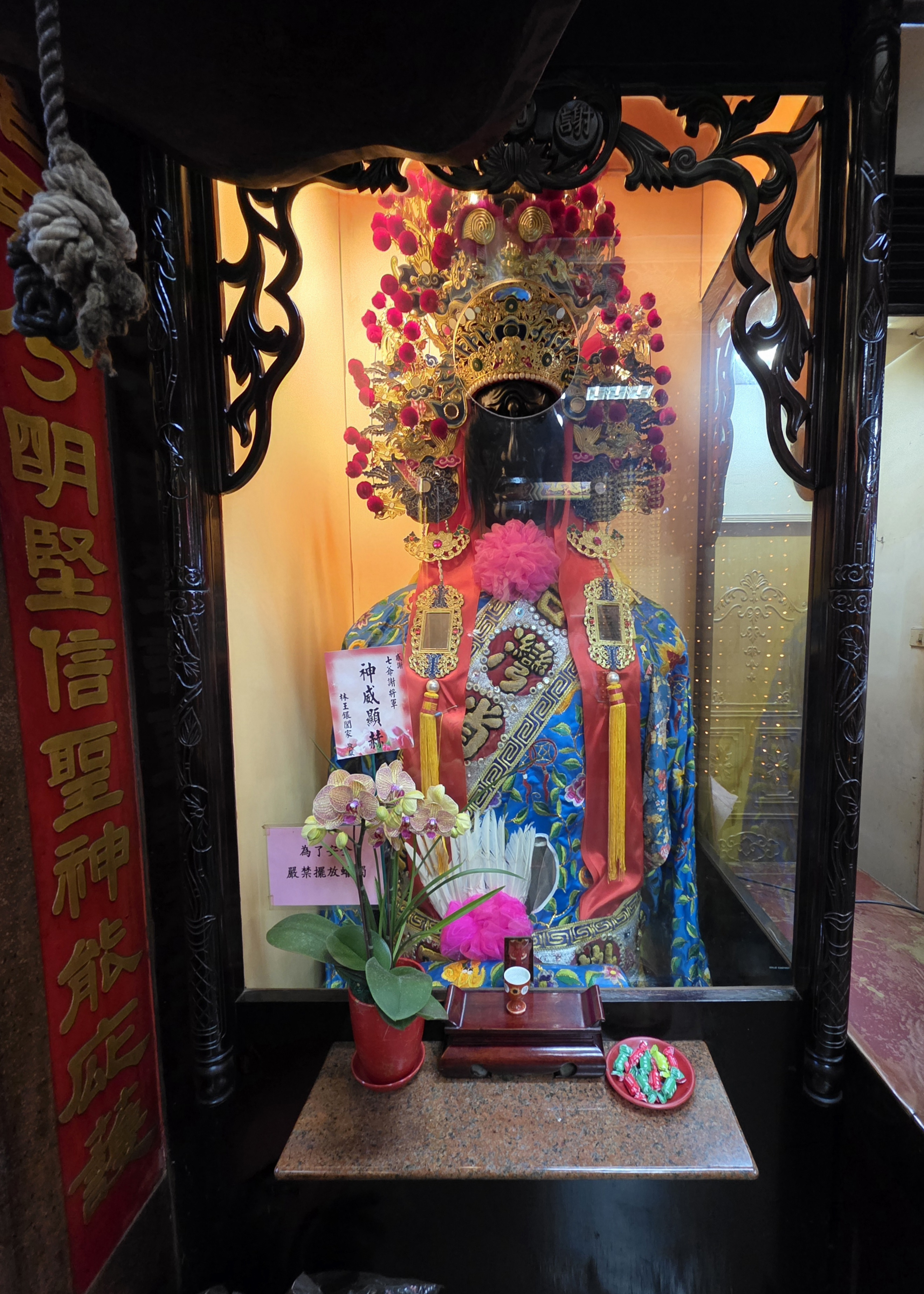
謝將軍

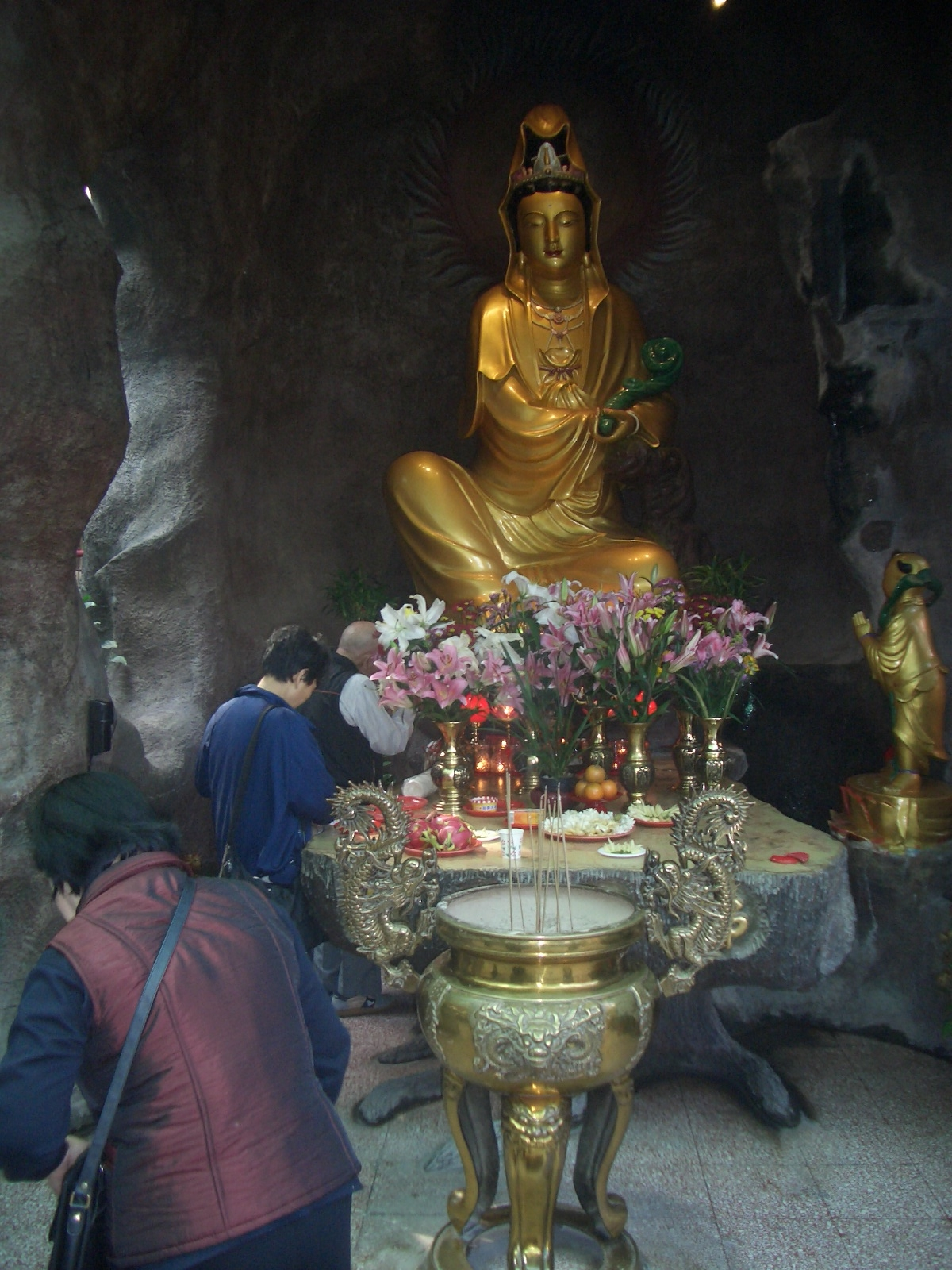
觀音菩薩雕像

入口右邊有一座巨大的觀世音菩薩神像，原屬於民眾的佛像，是民眾不再奉祀，而暫住該廟。但今日已成為本廟的主要象徵之一，在菩薩聖誕、成道、出家的日子會供應湯圓。
2004年起，三芝福成宮出自於臺北大天后宮的金面媽祖神像從臺北府城北門進城後，其鑾駕就會在臺灣省城隍廟停駐，北臺灣各地媽祖廟也會同時將供奉的媽祖請至城隍廟，宛如小型的媽祖高峰會。

### 神明位階
戰後時期，臺北市城隍爺信仰分有省城隍、府城隍、霞海城隍這三種。
臺灣省城隍廟的王真如表示與全臺灣各地供奉的縣城隍、都城隍比較，省城隍相當於省長位階，主張此廟為臺灣唯一的省級城隍廟。而另一看法是，新竹都城隍廟是全臺的城隍廟神格位階最高的，一般城隍廟的城隍位階相當於縣長，新竹城隍廟的都城隍則相當於省長。另臺南市的國定古蹟臺灣府城隍廟是自明鄭時期以來之官建城隍廟，年代最早，亦為省級城隍的「威靈公」。

### 城隍晉昇
臺灣省城隍廟因中華民國政府遷臺，臺北市由臺灣省省會轉變成中華民國首都，按照明清時期「城隍」的位階，臺灣省城隍廟之城隍已不是省城隍等級，但自中華民國政府遷臺以來，省城隍一直未晉昇。直到2011年8月，廟方勅封「昇福明靈王」，成為臺灣唯一「京師城隍」。

### 遊行繞境
臺灣省城隍廟建立後，因戒嚴時期對遊行規範很嚴格，廟方為順利幫城隍爺慶生，才以慶祝台灣光復節的形式申請集會遊行，以三年一次大巡年，若遇大巡年會有陣頭遶境至萬華。但在1970年10月21日，臺北市民政局表示光復節的城隍祭典，由改善民俗實踐會決定不舉辦遊行，並作節約式的拜拜。對此，廟方解釋是因廟方派系無法整合等諸多因素，導致多年未遊行，直到1995年才恢復舉辦。

## 外部連結
- 官方网站
- 臺灣省城隍廟的Facebook專頁